# Edy Legrand

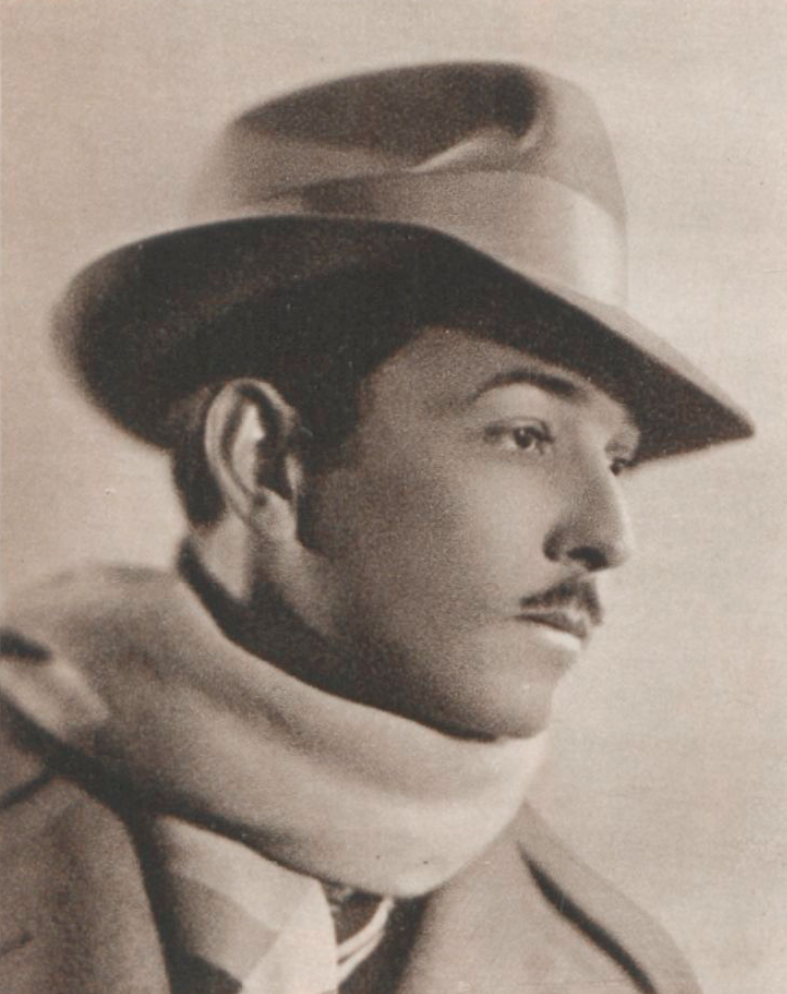
Edy Legrand

Edy Legrand (bürgerlich: Édouard Léon Louis Warschawsky) (* 24. Juli 1892 in Bordeaux; † September 1970 in Bonnieux, Vauclus) war ein französischer Maler des Orientalismus, Illustrator und Pionier des Bilderbuchs.

## Biographie
Edy Legrand war Sohn von Louise Cécile Rival und Sholom Alexandre Warschawsky. Er studierte in Paris an der École des Beaux Arts und ab 1911 an der Münchener Kunstakademie in der Klasse von Ludwig Herterich.
1919 veröffentlichte Edy Legrand das erste Bilderbuch für die Nouvelle Revue Française mit dem Titel Macao et Cosmage ou l’expérience du bonheur. Von 1920 bis 1930 war er als Illustrator für den Verlag Tolmer in Paris tätig. Ab 1930 bereist er europäische und nordafrikanische Länder. 1932 in Marrakesch machte er die Bekanntschaft des Malers Jacques Majorelle. Nach 1945 reiste er auch mehrmals in die Vereinigten Staaten, wo er für den Verlag Limited Editions Club arbeitete und als Illustrator von Kinderbüchern geschätzt wurde.
Legrand malte unter anderem Landschaften, Porträts, Akte, Genrebilder, Figurenszenen und Interieurs. Er schuf zudem Wanddekorationen, beispielsweise für den Teesalon des Pariser Kaufhauses Au Bon Marché, und religiöse Fresken. Er war auch an der Ausstattung der Schiffe Normandie und der Île de France beteiligt. Als Illustrator war er an mehr als 500 Buchausgaben beteiligt.
Er war verheiratet mit der Choreographin Myriam Edy-Legrand und Bruder von Ferdinand Ignace Albert Warschawsky.
Edy Legrand ließ sich in Bonnieux im Luberon nieder, wo er ein Atelier bis zu seinem Tod im Jahr 1970 unterhielt.